# The Fighting Grin
The Fighting Grin è un film muto del 1918 diretto da Joseph De Grasse. La sceneggiatura di Charles Kenyon si basa suThe Catamount, racconto di Robert North Bradbury e Frank Howard Clark di cui non si conosce la data di pubblicazione.
Prodotto dalla Bluebird Photoplays (una branca dell'Universal), il film aveva come interpreti Franklyn Farnum, Edith Johnson, J. Morris Foster e, nel ruolo dei padri, Charles H. Mailes e Fred Montague.

## Trama
Billy Kennedy ha scommesso diecimila dollari con suo padre Otis che, entro una settimana, riuscirà a sposare Margie, la sua ragazza, anche se sia Otis che il padre di lei, Amos, si oppongono a quel matrimonio. I due innamorati, lasciandosi dietro i rispettivi genitori che disputano tra di loro, scappano via e salgono su un treno diretto all'ovest, dove hanno intenzione di sposarsi in un ranche di Silverspur, in Arizona. Otis e Amos, scoperto il piano dei figli, riescono a bloccare Billy, che si è vestito da vagabondo, su un treno merci. Un bandito gli ruba i vestiti e Billy scopre che Margie, nel frattempo, è stata costretta dal padre a sposarsi con Harold De Vanderveer. Ma la cerimonia non è valida, perché il pastore che l'ha celebrata non era altri che il bandito ladro di vestiti. Billy e Margie rapiscono allora un vero pastore e si vanno a sposare. Billy vince la sua scommessa e i due padri non possono fare altro che dirimere le loro questioni e accettare filosoficamente la nuova situazione.

## Produzione
Il film fu prodotto dalla Bluebird Photoplays.

## Distribuzione

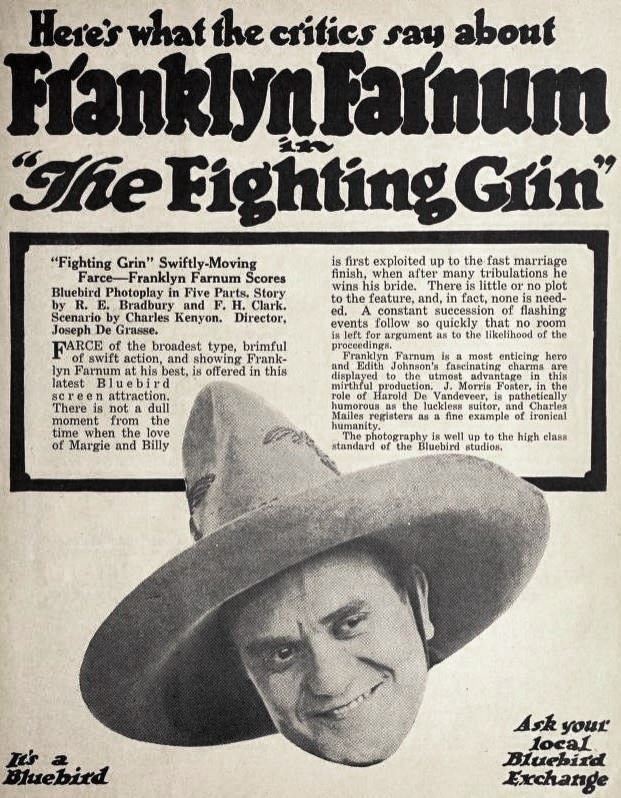
Pubblicità su The Moving Picture Weekly (2 febbraio 1918)

Il copyright del film, richiesto dalla Bluebird Photoplays, Inc., fu registrato il 9 gennaio 1918 con il numero LP11916.

Distribuito dalla Bluebird Photoplays, il film uscì nelle sale statunitensi il 28 gennaio 1918.
Copia della pellicola si trova conservata negli archivi della Library of Congress di Washington.